# 주암동
주암동(注巖洞)은 경기도 과천시의 법정동이다. 행정동은 과천동에 속해있다.

## 개요
주암동은 조선시대에는 과천군 동면 주암리였다가, 1914년 행정구역 개편 때 주암과 돌무께(石浦)·삼부골(三浦)을 합해 시흥군 과천면 주암리가 되었다. 1982년 경기도 과천지구출장소 북부지소에 편입되었다가, 1986년 과천이 시로 승격하면서 주암동이 되었다.

## 지리
동의 서부에 렛츠런파크 서울(서울경마공원)이 있다.

## 장군마을
국도 제47호선 양재대로 이북의 주암동을 말한다. 과천시의 타 지역과 분절된 장군마을 지역은 양재동 생활권에 속하여 서울특별시와 서초구에서 서울 편입을 요구한다.

## 나머지 지역
나머지 지역은 그린벨트로 땅을 빌려 꽃을 재배하는 화훼농가가 많이 있다. 2016년 1월 국토교통부는 뉴스테이사업을 통해 5200가구의 기업형 임대주택을 포함한 5700가구의 주택을 건설한다고 발표했다. 뉴스테이 사업지구는 주암동에 이웃한 과천동 극히 일부와 47번 국도 이북 주암동 일부도 포함하지만 그 대부분이 47번국도 이남의 주암동으로 이루어져있다.